# DeVante Parker
Pour les articles homonymes, voir Parker.
(en) Statistiques sur pro-football-reference
DeVante Parker, né le 20 janvier 1993 à Louisville au Kentucky, est un sportif professionnel américain de football américain évoluant au poste de wide receiver dans la National Football League (NFL) depuis la saison 2022 et jouant actuellement pour les Eagles de Philadelphie.
Au niveau universitaire, il joue pendant quatre saisons (2011-2014) pour les Cardinals de Louisville dans la NCAA Division I FBS avant d'être sélectionné en 14e choix global lors du premier tour de la draft 2015 de la NFL par la franchise des Dolphins de Miami où il reste jusqu'au terme de la saison 2021. Échangé aux Patriots de la Nouvelle-Angleterre, il y joue deux saisons (2022-2023). Devenu agent libre, il signe en 2024 avec les Eagles de Philadelphie.

## Biographie

### Jeunesse
Parker est le fils de Raneca Parker et de l'ancien running back de Louisville, Anthony Shelman.
Il étudie à la Ballard High School dans le quartier de l'aéroport de Louisville (Kentucky) où il est performant en football américain, athlétisme et basket-ball. Au terme de sa dernière année, il totalise 68 réceptions pour un gain total de 1 793 yards (moyenne de 26,4 yards par réception) et 19 touchdowns.
Il termine sa scolarité en étant l'un des meilleurs wide receivers de l'état du Kentucky avec 3 274 yards gagnés, occupant le cinquième rang derrière, John Cole (4 981), Gerad Parker (4 736), Montrell Jones (4 345) et Chris Lofton (3 511).

### Carrière universitaire
Il intègre  l'Université de Louisville où il joue pour les Cardinals dans la NCAA Division I FBS de 2011 à 2014. Sa dernière saison est limitée par une blessure au pied, mais en seulement 6 matchs, il réalise de bonnes performances avec 43 réceptions pour un gain cumulé de 855 yards et 5 touchdowns.

### Carrière professionnelle

#### Dolphins de Miami
Parker est sélectionné en 14e choix global lors du 1er tour de la draft 2015 de la NFL par les Dolphins de Miami.

##### 2015
Lors de sa première saison, Parker participe en tant que rookie à 15 matchs dont quatre comme titulaire. En 12e semaine contre les Jets de New York, il inscrit son premier touchdowns (33 yards) à la suite d'une réception d'une passe du quarterback Ryan Tannehill. Lors du dernier match de saison régulière contre les Patriots de la Nouvelle-Angleterre, il totalise cinq réceptions pour un gain cumulé de 106 yards et un touchdown. En fin de saison, il totalise 26 réceptions pour un gain cumulé de 494 yards et trois touchdowns.

##### 2016
Il inaugure sa deuxième saison NFL avec huit réceptions pour un gain de 106 yards contre les Patriots en 2e semaine. En fin de saison, il totalise 59 réceptions, 744 yards et quatre touchdowns. Il joue son premier match de phase finale lors du tour de wild card contre les Steelers de Pittsburgh (défaite 12-30) et y réussit quatre réceptions pour un gain total de 55 yards.

##### 2017
En 2017, Parker participe à 13 matchs dont douze comme titulaire, totalisant 57 réceptions, 670 yards et un touchdown.

##### 2018
Le 24 avril 2018, les Dolphins utilisent leur option pour prolonger la cinquième année du contrat de Parker. Le montant du salaire de Parker pour cette cinquième année est approximativement de 9,5 millions de dollars. Lors de la défaite en 8e semaine contre les Texans de Houston, il effectue six réceptions (record en carrière) pour un gain de 134 yards. En 11e matchs, il totalise 24 réceptions, 309 yards et un touchdown.

##### 2019
Considéré comme une déception, en raison de son rang à la draft et d'une saison 2018 très difficile, et tardant à avoir un impact avec les Dolphins,, il se révèle finalement lors de la saison 2019, en particulier durant la deuxième moitié de la saison :
- En 4e semaine contre les Chargers de Los Angeles (défaite 10-30) : 4 réceptions, 70 yards et 1 touchdown[14] ;
- En 11e semaine contre les Bills de Buffalo (défaite 20-30) : 7 réceptions, 135 yards[15] ;
- En 13e semaine contre les Eagles de Philadelphie (victoire 37-31) : 7 réceptions, 159 yards et 2 touchdowns[16] :
- En 16e semainecontre les Bengals de Cincinnati (victoire en prolongation 38-35) : 5 réceptions, 111 yards et 1 touchdown[17] ;
- En 17e semaine contre les patriots de la Nouvelle-Angleterre (victoire 27-24) : 8 réceptions et 137 yards[18].

Le 13 décembre 2019, il prolonge son contrat avec Miami pour 4 ans et un montant de 40 millions de dollars. Il conclut la saison avec 72 réceptions pour 1 202 yards et 9 touchdowns marqués. 

##### 2020
Il se montre moins performant au cours de la saison 2020 :
- En 4e semaine lors de la défaite 31-13 contre les Seattle, il réussit 10 réceptions pour un gain de 110 yards[20] ;
- En 8e semaine lors de la victoire 28-17 contre les Rams de Los Angeles, il réceptionne le ballon lancé par le quarterback débutant Tua Tagovailoa qui inscrit ainsi le premier touchdown de sa carrière professionnelle[21]
- En semaine 12 contre les Jets de New York (victoire 20-3), il totalise 8 réceptions pour un gain de 119 yards[22] ;
- En 13e semaine contre les Cincinnati, il est exclu de la rencontre à la suite d'une bagarre avec certains joueurs adverses[23].

##### 2021
Le 5 novembre 2021, Parker est inscrit sur la liste des réservistes blessés à la suite d'une blessure à la cuisse et est réactivé le 4 décembre.

#### Patriots de la Nouvelle-Angleterre

##### 2022
Le 5 avril 2022, les Patriots annoncent qu'ils ont transféré Parker. Selon ESPN, Miami a échangé Parker plus un choix de 5e tour lors de la draft 2022 contre le choix de 3e tour des Patriots lors de cette même draft.
En 3e semaine lors de la défaite 26 à 37 contre les Ravens, Parker effectue cinq réceptions pour un gain total de 156 yards.
Le match suivant, il inscrit son premier touchdown pour les Patriots lors de la victoire 27 à 24 en prolongation contre les Packers.
Il termine la saison avec un bilan en treize rencontres de 31 réceptions pour un gain de 539 yards et trois touchdowns.

##### 2023
Le 28 juin 2023, Parker signe une prolongation contrat avec les Patriots.
Parker est libéré par les Patriots le 14 mars 2024.

#### Eagles de Philadelphie
Le 14 mars 2024, Parker signe un contrat d'un an avec les Eagles de Philadelphie.

## Statistiques

### Universitaires
| Année       | Équipe                 | Statut      | MJ |     | Passes réceptionnées | Passes réceptionnées | Passes réceptionnées | Passes réceptionnées |       | Courses | Courses | Courses | Courses |
| Année       | Équipe                 | Statut      | MJ | Nb. | Yards                | Moy.                 | TD                   | Nb.                  | Yards | Moy.    | TD      |         |         |
| 2011        | Bulls de South Florida | Fr.         | 13 | 18  | 291                  | 16,2                 | 06                   | -                    | -     | -       | -       |         |         |
| 2012        | Bulls de South Florida | So.         | 13 | 40  | 744                  | 18,6                 | 10                   | -                    | -     | -       | -       |         |         |
| 2013        | Bulls de South Florida | Jr.         | 13 | 55  | 885                  | 16,1                 | 12                   | -                    | -     | -       | -       |         |         |
| 2014        | Bulls de South Florida | Sr.         | 06 | 43  | 855                  | 19,9                 | 05                   | -                    | -     | -       | -       |         |         |
| Totaux NCAA | Totaux NCAA            | Totaux NCAA | 45 | 156 | 2 755                | 17,7                 | 33                   | -                    | -     | -       | -       |         |         |

### NFL Scouting Combine
| Taille             | Poids          | Bras           | Main          | Sprint   | Sprint   | Sprint   | Shuttle 20 yards | 3 cones drill | Détente        | Détente            | Développé couché | Test Wonderlic |
| Taille             | Poids          | Bras           | Main          | 40 yards | 10 yards | 20 yards | Shuttle 20 yards | 3 cones drill | verticale      | horizontale        | Développé couché | Test Wonderlic |
| 1.90m (6 ft 2⅝ in) | 95 kg (209 lb) | 84 cm (33¼ in) | 23 cm (9¼ in) | 4.45 s   | 1.51 s   | 2.61 s   | -                | -             | 93 cm (36½ in) | 318 m (10 ft 5 in) | 17 reps          | 15             |

### Professionnelles
| Année           | Équipe                             | MJ  |                | Passes réceptionnées | Passes réceptionnées | Passes réceptionnées | Passes réceptionnées |                | Courses        | Courses        | Courses | Courses |  | Fumbles | Fumbles |
| Année           | Équipe                             | MJ  | Nb.            | Yards                | Moy.                 | TD                   | Nb.                  | Yards          | Moy.           | TD             | Nb.     | Perdus  |  |         |         |
| 2015            | Dolphins de Miami                  | 14  | 26             | 0 494                | 19,0                 | 3                    | -                    | -              | -              | -              | 0       | 0       |  |         |         |
| 2016            | Dolphins de Miami                  | 15  | 56             | 0 744                | 13,8                 | 4                    | -                    | -              | -              | -              | 0       | 0       |  |         |         |
| 2017            | Dolphins de Miami                  | 13  | 57             | 0 670                | 11,3                 | 1                    | -                    | -              | -              | -              | 1       | 0       |  |         |         |
| 2018            | Dolphins de Miami                  | 11  | 24             | 0 309                | 12,9                 | 1                    | -                    | -              | -              | -              | 0       | 0       |  |         |         |
| 2019            | Dolphins de Miami                  | 16  | 72             | 1 202                | 16,7                 | 9                    | -                    | -              | -              | -              | 0       | 0       |  |         |         |
| 2020            | Dolphins de Miami                  | 14  | 63             | 0 793                | 12,6                 | 4                    | -                    | -              | -              | -              | 1       | 0       |  |         |         |
| 2021            | Dolphins de Miami                  | 10  | 40             | 0 515                | 12,9                 | 2                    | -                    | -              | -              | -              | 0       | 0       |  |         |         |
| 2022            | Patriots de la Nouvelle-Angleterre | 13  | 31             | 0 539                | 17,4                 | 3                    | -                    | -              | -              | -              | 0       | 0       |  |         |         |
| 2023            | Patriots de la Nouvelle-Angleterre | 13  | 33             | 0 394                | 11,9                 | 0                    | -                    | -              | -              | -              | 0       | 0       |  |         |         |
| 2024            | Eagles de Philadelphie             | ?   | Saison à venir | Saison à venir       | Saison à venir       | Saison à venir       | Saison à venir       | Saison à venir | Saison à venir | Saison à venir | ?       | ?       |  |         |         |
| Totaux NFL      | Totaux NFL                         | 119 | 402            | 660                  | 14,1                 | 27                   | -                    | -              | -              | -              | 2       | 0       |  |         |         |
| Totaux Patriots | Totaux Patriots                    | 26  | 64             | 0 933                | 14,6                 | 03                   | -                    | -              | -              | -              | 0       | 0       |  |         |         |
| Totaux Dolphins | Totaux Dolphins                    | 93  | 338            | 4 727                | 14,0                 | 24                   | -                    | -              | -              | -              | 2       | 0       |  |         |         |

| Année  | Équipe            | MJ |     | Passes réceptionnées | Passes réceptionnées | Passes réceptionnées | Passes réceptionnées |       | Courses | Courses | Courses | Courses |  | Fumbles | Fumbles |
| Année  | Équipe            | MJ | Nb. | Yards                | Moy.                 | TD                   | Nb.                  | Yards | Moy.    | TD      | Nb.     | Perdus  |  |         |         |
| 2016   | Dolphins de Miami | 1  | 4   | 55                   | 13,8                 | 0                    | -                    | -     | -       | -       | 0       | 0       |  |         |         |
| Totaux | Totaux            | 1  | 4   | 55                   | 13,8                 | 0                    | -                    | -     | -       | -       | 0       | 0       |  |         |         |